# Джілалі Ґарбауї
Джілалі Ґарбауї (араб. الجيلالي الغرباوي; 10 травня 1929 — 8 квітня 1971) — марокканський художник і скульптор Він вважається, разом з Ахмедом Черкауї, зачинателями модерністського мистецтва в Марокко. На відміну від інших марокканських художників-модерністів, його абстракція базувалася на мазках і «матеріальності фарби» на відміну від марокканської культури. Ґарбауї страждав від важкої психічної хвороби та покінчив життя самогубством в Парижі в 1971 році.

## Життя
Він почав вивчати мистецтво в Академії мистецтв у Фесі. У 1952 році він подорожував до Франції. За сприяння письменника Ахмеда Сефріуї, тодішнього директора відділу образотворчих мистецтв у Рабаті, Ґарбауї зміг відвідувати Школу витончених мистецтв у Парижі. Він навчався чотири роки, потім рік працював в Академії Жуліана.
Подружився з поетом і художником Анрі Мішо, художниками Гансом Гартунґом і Жаном Дюбюффе, мистецтвознавцем П'єром Рестані.
Завдяки гранту італійського уряду він жив у Римі з 1958 по 1960 рік, після чого повернувся до Марокко. У цей період він часто їздив до Парижа на роботу, і в 1959 році П'єр Рестані представив Ґарбауї на Salon Comparaisons.
Його часто приймали в монастирі в Тумліліні, де він створював настінні прикраси.
Протягом свого життя він виставлявся в Марокко та в Єгипті, Франції, Нідерландах, США та Бразилії. Його творчість з'явилася в журналі Souffles-Anfas .
Він був знайдений мертвим через самогубство на громадській лавці на Марсовому полі в Парижі в 1971 році. Його тіло було репатрійовано та поховано у Фесі.
У 1993 році в Інституті арабського світу в Парижі відбулася ретроспективна виставка, присвячена йому..